# A kékszakállú herceg vára (opera)
A kékszakállú herceg vára Bartók Béla egyfelvonásos és egyetlen operája (op. 11, Sz. 48, BB 62), amelynek szövegkönyvét Balázs Béla írta. Balázs 1910-ben írta meg azonos című misztériumjátékát, amelynek történelmi alapja is volt. Kékszakáll történelmi előképe Conomor, 6. századi breton gróf, illetve Gilles de Rais marsall, Jeanne d’Arc fegyvertársa, akit 1440-ben halálra ítéltek Franciaországban.
Alakját többször feldolgozták, jellemét ettől függően többféleképpen is jellemzik az egyes irodalmi művek. Balázs művében – amit Kodálynak is felajánlott megzenésítésre – a Kékszakállú egy magyar népballada hőseként jelenik meg, amit hangsúlyoz Bartók akkoriban feléledt érdeklődése a magyar népzene iránt, valamint az opera elején elhangzó prózai rész, a regös szövege. Az operát Bartók 1911-ben komponálta, de bemutatását előadhatatlanságra hivatkozva elutasították, így csak hét évvel később, 1918-ban volt a premierje a budapesti Operaházban. A vegyes fogadtatást követően az opera csak az 1938-as felújításon ért el átütő sikert. A darabnak két főszereplője van: a Kékszakállú herceg (bariton vagy basszus) és Judit, az új felesége (szoprán vagy mezzoszoprán).

## A mű keletkezése

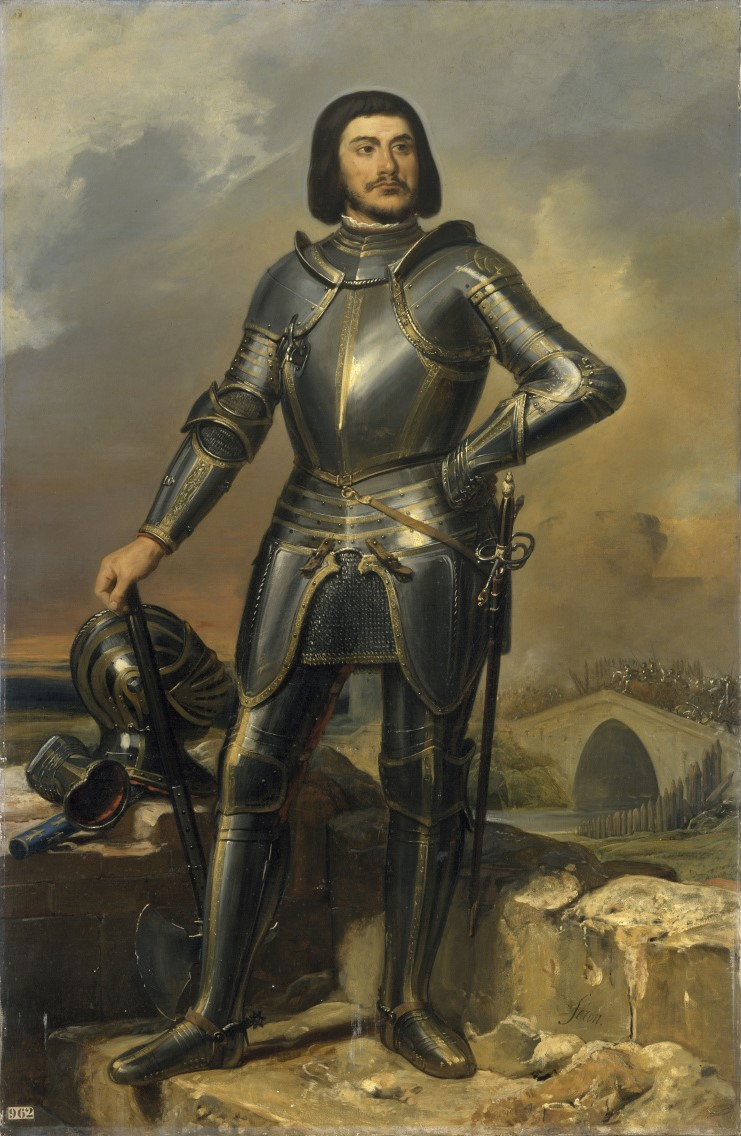
Gilles de Rais, az egyik „igazi” Kékszakáll

Az 1900-as évek elejét Európában az elmagányosodás, a „világfájdalom” hangulata jellemezte. Ezt tükrözte a korszak filozófiája, művészete, irodalma. Nagy hatással volt a korra Friedrich Nietzsche filozófiája, Sigmund Freud lélektani felfedezései, a francia szimbolizmus, Magyarországon pedig Ady Endre költészetének „Új versek”-es vonulata. Ez a világnézet, vagy inkább hangulat, komolyan hatott a kor értelmiségére, a művészvilágra, így Balázs Bélára és Bartók Bélára is. Ilyen körülmények között írta meg 1910-ben Balázs Béla – a kékszakállú régi korokból származó, eredetileg francia mondájára alapozva – A kékszakállú herceg vára című misztériumjátékát. Kékszakáll történelmi előképe Conomor, 6. századi, legendás breton gróf, aki a Szent Trephine legendájában is feltűnik, és aki megölte a feleségeit, amikor azok gyereket szültek neki, illetve Gilles de Rais,  Franciaország marsallja, akit bűnei miatt az inkvizíció 1440-ben halálra ítélt. Az irodalmi műben a sok más helyen asszonyfaló szörnyetegként bemutatott Kékszakállú a magányos, sorsszerűen egyedülvaló ember példája lett, maga a darab pedig a férfi és a nő egymásra találásának, vagy inkább egymásra nem találásának lélektani mélységeit, a lélek rejtelmeit és szenvedéseit igyekszik bemutatni. Balázs Béla a Kékszakállút egy magyar népballada hőseként értelmezi és mutatja be, ehhez járul a megzenésítéskor Bartók Béla akkoriban – nem kis részben Kodály hatására – feléledt érdeklődése a népzene iránt. Ekkortól számíthatjuk Kodály és Bartók, valamint Balázs Béla barátságát. Az egyébként is – már gyermekkorától – melankóliára hajló Bartók már 1905-ben, egy édesanyjához, Párizsból írt levelében magányosságáról, annak sorsszerűségéről írt, és azt is megjegyezte, hogy hiába keres társat, ez mindig hiú kísérlet fog maradni, a magányosságot vállalnia kell.
Bartók még nem heverte ki Geyer Stefi iránt érzett visszautasított szerelmét, és még ilyen hangulatban találkozott Balázs szövegkönyvével, bár ez a magánéleti válság jelentősen oldódott, mert 1909-ben megnősült, első felesége – korábbi tanítványa – Ziegler Márta volt. Balázs Béla Kodály Zoltánnak is felajánlotta a művét, de Bartókot azonnal elbűvölte a téma és a szöveg filozófiai mélysége. Meglepő, hogy milyen rokonságot mutat ez a mű Ady Endre 1906-os, az Új versek című kötetben megjelent A vár fehér asszonya című költeményének a hangulatával. „»A kékszakállú herceg vára« című misztériumot 1911 márciusától szeptemberéig zenésítettem meg” – írta a bemutatóra készült kiadványban. Új művét – amit feleségének, Mártának ajánlott – a Lipótvárosi Kaszinó operapályázatára nyújtotta be, de azt előadhatatlanságra hivatkozva visszautasították.

## Az opera színpadra állítása

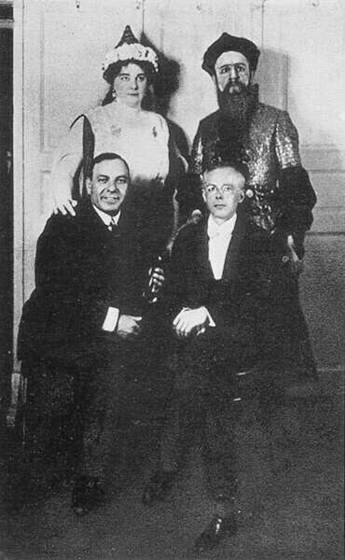
A kékszakállú herceg vára bemutatója után Haselbeck Olga, Kálmán Oszkár (Kékszakállú), Zádor Dezső és Bartók Béla 1918-ban

Bartók operáját hét évvel a keletkezése után, 1918. május 24-én, 19 órai kezdettel mutatták be a Magyar Királyi Operaházban, Zádor Dezső rendezésében, a díszleteket Bánffy Miklós tervezte. A premieren a Kékszakállút Kálmán Oszkár, Juditot Haselbeck Olga énekelte, a karmester Egisto Tango volt. Figyelemre méltó, hogy a regös szövegét Palló Imre mondta el. A szünet után bemutatták A fából faragott királyfit is, amelynek sikeres bemutatója egy évvel korábban volt, ugyancsak az Operában. A mértékadó kritikusok általában dicsérték Bartók zenéjét, de nem voltak kíméletesek Balázs Béla szimbolista librettójával. Az operát és szövegét Kodály védte meg a Nyugat hasábjain. Szerinte Balázs szövege a legjobb, legköltőibb munka, „a dráma íve és a vele párhuzamos zene-ív hatalmas kettős szivárvánnyá erősítik egymást.” Ezzel együtt, Balázs Béla tisztában volt vele, hogy a darab sikerében a főszerepet a zene viszi. Erre utalt egyszer tréfásan: „Legszívesebben azt nyomtatnám névjegyemre: Bartók Béla szövegírója.”
Az operát nyolc előadás után levették a műsorról, és egészen 1936-ig nem is adták elő többé Magyarországon. Az 1936. október 29-ei, Sergio Failoni vezényletével felújított előadáson Székely Mihály és Némethy Ella énekelt, a rendező Nádasdy Kálmán, a díszlettervező Oláh Gusztáv volt. Az előadás hatalmas sikert hozott, Bartókot több mint tízszer tapsolták ki a színpadra. Az operát külföldön először Frankfurtban mutatták be, 1922-ben. Ezen az előadáson Székely Mihály és Némethy Ella énekelt.
2012-ben Japánban színpadra vitték az opera alapján készült 7 Doors című színdarabot, melyhez a zenét Sugizo dolgozta át.

## Szereplők
Az operának – amely műfaji értelemben inkább misztériumjáték, vagy szcenírozott ballada – két szereplője van. A Kékszakállú korábbi feleségei néma szerepek, a regös prózai prológja pedig gyakran elmarad az előadásokból, felvételekből.
- Kékszakállú szerepét többnyire basszus énekesek (például Székely Mihály, Koréh Endre, Kováts Kolos, Fried Péter, Polgár László, Altorjay Tamás, Cser Krisztián, Rácz István, Sir John Tomlinson), vagy basszbaritonok (Fodor János, Losonczy György, Walter Berry, Siegmund Nimsgern, Samuel Ramey) kapják. Rendszeresen éneklik azonban jó mélyekkel rendelkező baritonok is (Melis György, Dietrich Fischer-Dieskau, Kálmándi Mihály).
- Judit szólama eredetileg mezzoszoprán, szoprán (például Palánkay Klára, Meláth Andrea, Tiszay Magda,  Sass Sylvia, Wiedemann Bernadett, Jelena Obrazcova, Tatjana Troyanos, Várady Júlia, Christa Ludwig, Komlósi Ildikó), drámai szopránok is éneklik (Marton Éva, Birgit Nilsson, Kasza Katalin, Jessye Norman).
- Rejtett női kar jeleníti meg a halott asszonyok emlékét.

## A cselekmény
Az opera a „legendás időkben” játszódik a Kékszakállú várában. Valójában azonban nem valódi környezetben és időpontban történnek az események, hanem egy férfi lelki életének meg nem fogható zárt világában, amelynek rejtelmeibe igyekszik behatolni az azt megismerni akaró szerelmes nő.
Az opera a regös népies ízű prózai prológusa után kezdődik. A Kékszakállú herceg – Judit szüleinek ellenére, vőlegénye is volt már – új feleséget visz a várába. A szövegkönyv a következőként írja le a színpadi helyszínt: Hatalmas, kerek, gótikus csarnok. Balra meredek lépcső vezet egy kis vasajtóhoz. A lépcsőtől jobbra hét nagy ajtó van a falban; négy még szemben, kettő már egészen jobboldalt. Különben sem ablak, se dísz. A csarnok üres, sötét, rideg, sziklabarlanghoz hasonlatos. Mikor a függöny szétválik, teljes sötétség van a színpadon, melyben a regös eltűnik. Hirtelen kinyílik fent a kis vasajtó és a vakító fehér négyszögben megjelenik a Kékszakállú és Judit fekete sziluettje. Kékszakállú: „Megérkeztünk./Íme lássad:/Ez a Kékszakállú vára./Nem tündököl,/mint  atyádé./Judit, jössz-e még utánam?” Judit szerelmes, a Kékszakállúról és a váráról szállongó szörnyűséges hírek ellenére is követi férjét: „Megyek, megyek  Kékszakállú.”

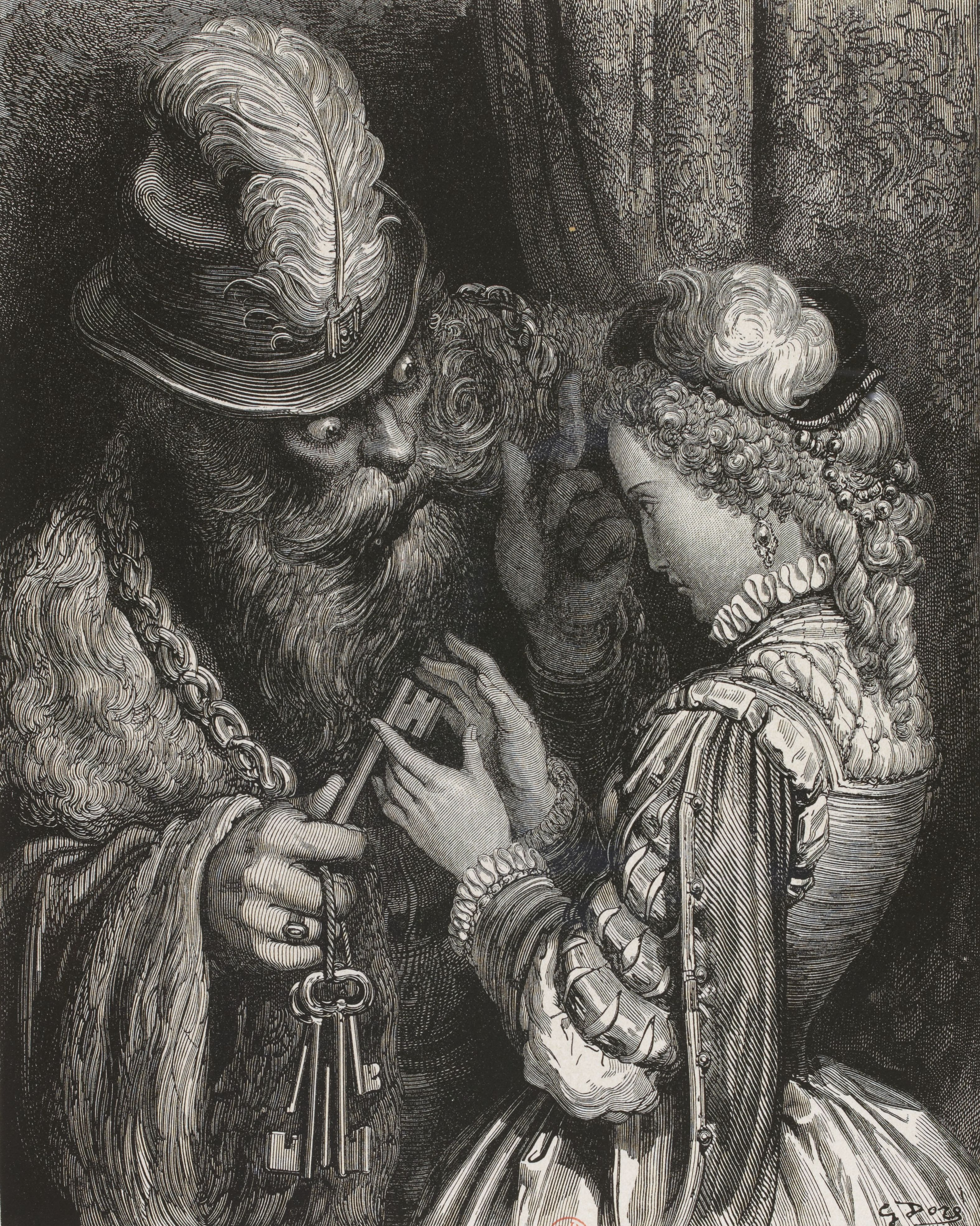
Gustave Doré illusztrációja Charles Perrault meséjéhez

A várba lépve észrevesz hét lezárt ajtót. Kéri a Kékszakállút, nyissa ki, hogy „Szél bejárjon, nap besüssön”. A Kékszakállú vonakodik, figyelmezteti is Juditot, de ő egyre követeli a kulcsot. A Kékszakállú odaadja az első ajtó kulcsát. (Az ajtó feltárul, vérvörös négyszöget nyitva a falba, mint egy seb. Az ajtó mögül mélyből jövő véres izzás hosszú sugarat vet be a csarnok padlójára.) „Ez a kínzókamra, Judit” – mondja a Kékszakállú. Judit megrendül a vér látványától, de a második ajtó kulcsát is kiköveteli. (Csattan a zár és feltárul a második ajtó. Nyílása sárgás vörös., de szintén sötét és félelmes. A második sugár az első mellé fekszik a padlóra.) Az ajtó mögött a fegyveresház van, tele véres hadi szerszámokkal. Judit kéri a többi kulcsot is, hiába kérleli a Kékszakállú: „Vigyázz, vigyázz miránk, Judit!” A harmadik kulcs a kincseskamrát nyitja. (Judit megfordítja a kulcsot. Meleg, mély érchanggal nyílik az ajtó. A kiömlő aranyfénysáv a többi mellé fekszik a padlón.) Judit az ékszereken is vért lát, miként a korábbi szobákban is: „Vérfolt van az ékszereken!” (Hirtelen a negyedik ajtó felé fordul és gyorsan kinyitja. Az ajtóból virágos ágak csapódnak ki és a falban kékes-zöld négyszög nyílik. A beeső fénysáv a többi mellé fekszik a padlón.) Judit szép virágoskertet lát. „Minden virág neked bókol” – mondja a szerelmes Kékszakállú, ám Judit a rózsákon is vért vesz észre. Kérdéseire a férfi egyre kétségbeesett kéréssel válaszol: „Judit szeress, sohse kérdezz”. (Az ötödik ajtó feltárul. Magas erkély látszik és messzi távlat, és tündöklő özönben ömlik be a fény.) A herceg büszkén mutatja be országát: „Lásd ez az én birodalmam,/Messze néző szép könyöklőm./Ugye, hogy szép nagy ország?”, amire Judit elámulva válaszol: „Szép és nagy a te országod.” A férfi lelkesülten tovább folytatja: „Most már Judit mind a tied./Itt lakik a hajnal, alkony,/Itt lakik nap, hold és csillag,/S lészen neked játszótársad.” Judit azonban itt is baljós árnyat fedez fel: a tájat véres árnyat vető felhő takarja, de azért ki akarja nyittatni a további két ajtót is. A Kékszakállú kétségbeesve hívja szerelemre, de a nő nem tágít, kéri a hatodik kulcsot is. (Judit némán követelően nyújtja érte a kezét. A Kékszakállú átadja a kulcsot. Judit a hatodik ajtóhoz megy. Mikor a kulcs elsőt fordul, zokogó mély sóhajtás búg fel.) A herceg még most is könyörög: „Judit, Judit ne nyissad ki!” – mindhiába. (Judit hirtelen mozdulattal az ajtóhoz lép és kinyitja. A csarnokon mintha árny futna keresztül: valamivel sötétebb lesz.) Az ajtó mögött a könnyek tava van, a bánat és a szomorúság helyszíne. A férfi, felkészülve az újabb kérésre, előre kijelenti: „Az utolsót nem nyitom ki. Nem nyitom ki.” Judit – noha sejti már, mit rejt a hetedik ajtó – mégis, már-már hisztérikusan követeli annak kinyitását. A herceg megtörve adja oda neki az utolsó kulcsot: „Fogjad… Fogjad… Itt a hetedik kulcs./Nyisd ki Judit. Lássad őket./Ott van mind a régi asszony.” (Judit még egy ideig mozdulatlan. Aztán lassan, bizonytalan kézzel átveszi a kulcsot és lassan, ingó lépéssel a hetedik ajtóhoz megy és kinyitja. Mikor a kulcs csattan, halk sóhajtással becsukódik a hatodik és az ötödik ajtó. Jóval sötétebb lesz. Csak a négy szemközti ajtónyílás világítja színes sugaraival a csarnokot. És akkor kinyílik a hetedik ajtó és holdezüst fény vetődik be rajta, hosszú sugárban, megvilágítva Judit arcát és a Kékszakállúét.) (A hetedik ajtóból előjönnek a régi asszonyok. Hárman koronásan, kinccsel rakodtan, glóriásan. Sápadt arccal, büszke járással jönnek egymás mögött és megállnak szemben a Kékszakállúval, aki térdre ereszkedik.) Ezt mondja: „Szépek, szépek, százszor szépek.”, majd sorra elmeséli, hogyan ismerte meg őket: az elsőt hajnalban, a másodikat délben, a harmadikat este lelte. (A Kékszakállú megáll Judit előtt. Hosszan szembenéznek. A negyedik ajtó becsukódik.) „A negyediket éjjel leltem.” Judit ijedten válaszolgat, kérlel, de már nincs visszaút. A Kékszakállú palástot terít a vállára, koronát tesz a fejére, ékszerekkel díszíti. „Szép vagy, szép vagy, százszor szép vagy,/Te voltál a legszebb asszony,/a legszebb asszony!” – mondja. (Hosszan szembenéznek. – Judit lassan meggörnyed a palást alatt és gyémántkoronás fejét lehorgasztva, az ezüst fénysáv mentén bemegy a többi asszony után a hetedik ajtón. Az is becsukódik.) A remélt, vágyott boldogság helyett újra eljött a magány, az örök egyedüllét. A Kékszakállú megrendülten rebegi: „És mindig is éjjel lesz már…/Éjjel… éjjel…”

## A zene
Bartók Béla zenéje és Balázs Béla szövege szoros egységet alkot. Mindkettő a balladai-népzenei alapokra épül, azokat követi. Bartók az Erdélyben felfedezett, az őt elbűvölő régi típusú zenei stílus által ihletett zenét írt. Alapjaiban a pentaton népdalok mintája alapján szerkesztett, ennek sötét hangszínű anyaga adja a rideg, komor várnak és magának a Kékszakállúnak a témáját. Ez az ötfokú anyag fokozatosan oldódik, gyorsul és egyre idegesebbé válik Judit megszólalásaikor.
A mese szerint Judit meg akarja ismerni a vár titkait, ami szimbolikus jelentést hordoz: valójában a Kékszakállú lelke titkainak kiderítéséről van szó, az általános férfilélek legmélyebb zugainak titkairól. A herceg tudja, hogy a rejtett dolgok erőszakos megismerése tragédiához vezet, ezért folyamatosan kéri Juditot, hogy álljon el az „ajtók” nyitogatásától, mert az mindkettőjük számára tragédiát jelent: a remélt boldogság helyett az örök magányt hozza el. Míg a Kékszakállú dallama mindvégig lassú deklamálású, addig Judit – elsősorban a követelőző részeknél – gyorsabb és izgatottabb.
Az opera elején Bartók a várat a mélyvonósok süllyedő pentaton dallamával jellemzi, mutatja be. Amikor Judit dörömböl az első ajtón, a megszemélyesített vár – mintegy figyelmeztetően, mintegy előrevetítve a majdani tragédiát – fájdalmasan felsóhajt, csodálni való zenei megoldással. A zenei naturalizmus eszközeinek hasonló alkalmazása az opera folyamán rendre vissza-visszatér a cselekmény drámai csomópontjaiban.
A férfi és a nő cselekmény szerinti összecsapásait megszakítva, a zenei anyagba hét „állókép” illeszkedik: a hét titkos ajtó, a férfilélek szimbólumai. Az állóképek zenei anyagát lefestő eszközöket Bartók a romantikus programzene mestereitől, Liszt Ferenctől, Richard Wagnertől és Richard Strausstól vette át. Ezeket az eszközöket fedezhetjük fel a vérvörös színekkel lefestett kínzókamra és a fegyveresház jellegét megadó trombitaszó alkalmazásánál. A kincseskamra, de főként a rejtett kert zenéjében a természetfestő komponistát fedezhetjük fel. Azonban ezekben az esetekben is megjelenik egy-egy disszonáns rész, a kincseken és a virágokon észrevett vérfoltok kifejezéseként.
Az ötödik ajtó kinyitásakor következik a legnagyobb zenei csúcspont: diadalmas, nagy dinamikájú, már-már himnikus C-dúr dallam borítja fénybe a színpadot. A Kékszakállú elfeledkezik aggodalmairól, és büszkén-boldogan mutatja meg birodalmát Juditnak. Ez a rész a zenei szerkezet szimmetria-tengelye. A szimmetriát Ujfalussy József tovább bontja: „A négy első ajtó közül Bartók kettőt-kettőt foglal egy szerkezeti egységbe. A hatodik és hetedik ajtó egymaga egy-egy szerkezeti tag. Így jön létre a mű ötös szimmetriája.”
Az ötödik ajtó után a zene egyre sötétebbé válik, a hetedik ajtó kinyitásakor holdezüst fény önti el a színpadot, a zene szomorú, az ötödik ajtó diadalmas C-dúrja itt c-mollba fordul. Judit csatlakozását a régi asszonyokhoz a zenekar „hatalmas orgonaként” kíséri, majd  a sötétbe vesző Kékszakállú utolsó mondata – „És mindig is éjjel lesz már…/Éjjel… éjjel…” – a semmibe enyészik.
Az opera bemutatója alkalmából Bartók zenéjét így méltatta Kodály Zoltán: „Zenéje egyanyagú, önmagában zárt, egységes szervezet, kölcsönzések, utánzások szinte minden nyoma nélkül. … Az új magyar zenéből egy más, mélyebb gyökerű, elhasználatlan magyarság szűzi tiszta levegője árad, olyan mint a székely fenyveseké, amelyek közé szorultan megmaradt valami egy, valamikor országot átfogó, monumentális erejű élet-áradatból. Ennek csíráin nőtt nagyra, egy egész rendkívüli alkotó erő vulkanikus munkájában a Bartók zenéje is, egy végtelen kifejező erejű, de szilárd szerkezetű léleknyelvvé, amelyhez foghatót ma hiába keresünk akárhol.”
Az operához Bartók Béla nagy zenekart írt elő. A hangszerelésben a vonósokon kívül négy fuvolát (közte két piccolót), két oboát, angolkürtöt, három klarinétot, négy fagottot (közte két kontrafagottot), négy vadászkürtöt, négy trombitát, négy harsonát, tubát, üstdobot, nagydobot, tamtam dobot, cintányért, függesztett cintányért, xilofont, triangulumot, két hárfát, cselesztát és orgonát írt elő. A Kékszakállú herceg vára előadása általában egy órányi időt vesz igénybe. A színpadi rendezéseken kívül gyakran adják elő hangversenyszerű előadásban is.

## A Kékszakáll-téma a zenében
A Kékszakáll-történet Bartók műve mellett több más zenemű témáját is adta, ilyen például Paul Dukas Ariadné és a Kékszakáll című operája (1899–1907) és Jacques Offenbach Kékszakáll című operettje (1866). 2021-ben Bartók művét Sárik Péter jazzfeldolgozásban mutatta be.

## Hangfelvételek
A kékszakállú hercegből számos nívós hangfelvétel készült. Az alábbi lista ezekről ad áttekintést, korántsem teljeskörűen.

| Év   | Kékszakállú, Judit Regös                                      | Karmester, zenekar                                          | Hanglemez                                                                   |
| ---- | ------------------------------------------------------------- | ----------------------------------------------------------- | --------------------------------------------------------------------------- |
| 1936 | Székely Mihály, Némethy Ella                                  | Sergio Failoni, Magyar Kir. Operaház Zenekara               | CD Grandi Maestri alla Scala MC 2015                                        |
| 1950 | Lucien Lovano, Renée Gilly                                    | Ernest Ansermet, „Nemzeti Zenekar"                          | CD Malibran Music CDRG 175 (1950. ápr. 17-ei előadás felvétele franciául)   |
| 1951 | Székely Mihály, Palánkay Klára                                | Georges Sebastian, Magyar Rádió Zenekara                    | CD Arlecchino ARL 109                                                       |
| 1955 | Koréh Endre, Judith Hellwig                                   | Walter Susskind, New Symphony of London                     | LP, Bartók Records                                                          |
| 1956 | Székely Mihály, Palánkay Klára                                | Ferencsik János, Budapesti Filharmóniai Társaság Zenekara   | CD, Hungaroton HCD 11001                                                    |
| 1958 | Dietrich Fischer-Dieskau, Herta Töpper                        | Fricsay Ferenc, Radio-Symphonie-Orchester Berlin            | CD, Deutsche Grammophon 457 756-2, Dokuments 297447 (német nyelvű felvétel) |
| 1962 | Jerome Hines, Rosalind Elias                                  | Ormándy Jenő, Philadelphia Orchestra                        | LP, Sony (angol nyelvű felvétel)                                            |
| 1962 | Székely Mihály, Szőnyi Olga                                   | Doráti Antal, Londoni Szimfonikus Zenekar                   | LP, Philips Records CD, Mercury 4343252                                     |
| 1962 | Dietrich Fischer-Dieskau, Irmgard Seefried                    | Rafael Kubelík, Svájci Fesztiválzenekar                     | CD Audite AUDITE95626 (Luzerni Fesztivál előadása)                          |
| 1964 | Melis György, Kasza Katalin                                   | Ferencsik János, Budapesti Filharmóniai Társaság Zenekara   | CD, Hungaroton HCD 11486 és HCD 31881–82                                    |
| 1965 | Walter Berry, Christa Ludwig                                  | Kertész István, Londoni Szimfonikus Zenekar                 | CD, Decca Records                                                           |
| 1973 | Jevgenyij Kibkalo, Nyina Poljakova                            | Gennagyij Rozsgyesztvenszkij, Moszkvai Nagyszínház Zenekara | LP: Мелодия С 01139/40 (orosz nyelvű, rövidített felvétel)                  |
| 1976 | Siegmund Nimsgern, Tatiana Troyanos                           | Pierre Boulez, BBC Szimfonikus Zenekar                      | CD, Sony                                                                    |
| 1979 | Kováts Kolos, Sass Sylvia Sztankay István                     | Solti György, Londoni Szimfonikus Zenekar                   | CD, Decca Records                                                           |
| 1979 | Dietrich Fischer-Dieskau, Várady Júlia                        | Wolfgang Sawallisch, Bajor Állami Zenekar                   | CD, Deutsche Grammophon                                                     |
| 1981 | Jevgenyij Nyeszterenko, Jelena Obrazcova                      | Ferencsik János, Budapesti Filharmóniai Társaság Zenekara   | CD, Hungaroton HCD 12254                                                    |
| 1987 | Samuel Ramey, Marton Éva                                      | Fischer Ádám, Budapesti Filharmóniai Társaság Zenekara      | CD, Sony                                                                    |
| 1992 | Falk Struckmann, Szendrényi Katalin, Lukács Sándor            | Elijahu Inbal, Frankfurti Rádió Zenekara                    | CD Denon CO-78932                                                           |
| 1993 | Horváth Ádám, Lukin Márta, Sinkovits Imre                     | Kovács János, Budapesti Filharmóniai Társaság Zenekara      | CD, Vox Artis                                                               |
| 1995 | Kálmándi Mihály Szendrényi Katalin                            | Günter Neuhold, Badeni Állami Zenekar, Karlsruhe            | CD, Antes Edition BM-CD 31.9052                                             |
| 1996 | Sir John Tomlinson, Anne Sofie von Otter, Éles Sándor         | Bernard Haitink, Berlini Filharmonikus Zenekar              | CD, EMI                                                                     |
| 1999 | Polgár László, Jessye Norman Nicholas Simon                   | Pierre Boulez, Chicago Symphony Orchestra                   | CD, Deutsche Grammophon 447 040 2 (1999: Grammy-díj)                        |
| 2002 | Fried Péter, Cornelia Kallish                                 | Eötvös Péter, Radio-Sinfonieorchester Stuttgart SWR         | CD, Hänssler Classic HAEN 93070 (élő felvétel, 2003: Grammy-díj jelölt)     |
| 2003 | Sir John Tomlinson, Kremena Dilčeva, Kisfaludy Örs            | James Levine, Müncheni Filharmonikus Zenekar                | CD Oehms OC 505                                                             |
| 2004 | Sir John Tomlinson, Jeanne-Michèle Charbonnet, Sárközi Mátyás | Jukka-Pekka Saraste, BBC Szimfonikus Zenekara               | CD, Warner 2564 61953-2 (élő felvétel, London, BBC Proms)                   |
| 2006 | Fried Péter, Jessye Norman                                    | Pierre Boulez, Orchestre de Paris                           | CD, Radio France (élő felvétel)                                             |
| 2007 | Gustáv Beláček, Meláth Andrea                                 | Marin Alsop, Bournemouth Symphony Orchestra                 | CD, Naxos 8.660928                                                          |
| 2009 | Sir Willard White, Jelena Zsidkova                            | Valerij Gergijev, Londoni Szimfonikus Zenekar               | CD LSO Live LSO0685 (élő felvétel)                                          |
| 2010 | Polgár László, Komlósi Ildikó                                 | Fischer Iván, Budapesti Fesztiválzenekar                    | SACD Channel Classics CCSSA 90311                                           |
| 2018 | Cser Krisztián Meláth Andrea                                  | Hollerung Gábor, Budafoki Dohnányi Ernő Szimfonikus Zenekar | SACD Hunnia Records HRCD 1733                                               |
| 2018 | John Relyea Michelle DeYoung Mácsai Pál                       | Edward Gardner, Bergeni Filharmonikus Zenekar               | SACD Chandos CHSA 5237                                                      |

A hangfelvételeken kívül filmek is készültek a Kékszakállúból. Ilyen például a Szinetár Miklós rendezte film, amelyet a Kováts Kolos, Sass Sylvia és Solti György nevével jelzett felvétel felhasználásával forgattak 1981-ben. Egy újabb alkotás az 1995-ben, Silló Sándor rendezésében készült film, amelynek szerepeit Kovács István és Kolonits Klára énekelte. A filmen a regös szövegét Jordán Tamás mondta el, az MR Szimfonikusokat Selmeczi György vezényelte. 1963-ban bemutattak egy német nyelvű verziót, Norman Foster amerikai basszus és Ana Raquel Satre uruguayi szoprán voltak a főszereplők, a filmet az angol Michael Powell rendezte. Szabó István Solti Györggyel közös terve Solti halála miatt már nem valósulhatott meg. 2012-ben Japánban állítottak színpadra 7 Doors címmel egy színdarabot az opera alapján, melynek főszereplője, zenei rendezője és zeneszerzője a visual kei gitáros Sugizo volt, aki példaképeként tekint Bartókra. A 2016-os Velencei Filmfesztiválon mutatták be és kapta meg a Filmkritikusok Nemzetközi Szövetségének díját az argentín Gastón Solnicki által rendezett Kékszakállú című filmet. Különlegessége, hogy csak Bartók zenéje hallható benne, az ének és a szöveg nem. Magyarországi bemutatója a 2018-as miskolci Operafesztiválon volt.
2021-ben Sárik Péter jazzátiratot készített a műből, amelyben az énekszólamokat változatlanul hagyta, a zenekari kíséretet pedig jazztrió és vonószenekar számára újrahangszerelte. A mű bemutatója 2021. június 8-án volt a Bartók Rádióban. A felvételen Cser Krisztián és Miksch Adrienn énekelt, a Budafoki Dohnányi Ernő Szimfonikus Zenekart Hollerung Gábor vezényelte. Sárik Péter zongorán, fenderzongorán és Hammond orgonán, Fonay Tibor nagybőgőn, Gálfi Attila dobokon játszott.
Bartók Béla operája a társművészetek képviselőit is megihlette – Kass Jánostól ifj. Szlávics Lászlóig.

## A miskolci operafesztiválon
A kékszakállú herceg vára a miskolci Bartók + … operafesztivál műsorának állandó része, Bartók Béla másik két színpadi művével, A csodálatos mandarinnal és A fából faragott királyfival együtt a fesztivál magját, gerincét adja. Az Operafesztiválon az operát minden alkalommal előadják, esetenként több, egymástól jelentősen eltérő felfogásban, rendezésben is. Ezzel a fesztivál egyfelől a Bartók-előadások, az operafelfogás letisztulásához, másrészt a lehetőségek kiterjesztéséhez nyújt segítséget az alkotóknak. Az alábbiakban az Operafesztiválon elhangzó operák alkotóit, művészeit ismertetjük a rendezvénysorozat programfüzetei alapján.
| Operafesztivál, dátum                  | Helyszín                                | Kékszakállú, Judit Regös                          | Rendező                             | Karmester, zenekar                                                                 |
| -------------------------------------- | --------------------------------------- | ------------------------------------------------- | ----------------------------------- | ---------------------------------------------------------------------------------- |
| Bartók + Verdi 2001. június 19.        | Miskolci Nemzeti Színház, Nagyszínház   | Rácz István, Kovács Annamária Oberfrank Péter     | Kovalik Balázs                      | Oberfrank Péter Miskolci Szimfonikus Zenekar                                       |
| Bartók + Puccini 2002. június 14.      | Miskolci Nemzeti Színház, Nyári színház | Polgár László, Hedwig Fassbender                  | (koncertszerű előadás)              | Vladimir Jurowski Miskolci Szimfonikus Zenekar                                     |
| Bartók + Puccini 2002. június 19.      | Miskolci Nemzeti Színház, Nyári színház | Gábor Géza, Szolnoki Apollónia                    | Kesselyák Gergely                   | Héja Domonkos Danubia Ifjúsági Szimfonikus Zenekar                                 |
| Bartók + Puccini 2002. június 21.      | Aggteleki Cseppkőbarlang                | Rácz István, Kertész Marcella                     | Hegyi Árpád Jutocsa                 | Ligeti András Pécsi Szimfonikus Zenekar                                            |
| Bartók + Puccini 2002. június 22.      | Diósgyőri vár                           | Horváth Ádám, Lukin Márta                         | (koncertszerű előadás)              | Oberfrank Péter Miskolci Szimfonikus Zenekar                                       |
| Bartók + Mozart 2003. június 21.       | Miskolci Nemzeti Színház, Nyári színház | Robert Hale, Marton Éva                           | (koncertszerű előadás)              | Kovács László Miskolci Szimfonikus Zenekar                                         |
| Bartók + Csajkovszkij 2004. június 11. | Miskolci Nemzeti Színház, Nagyszínház   | Alexandru Agache, Komlósi Ildikó                  | (koncertszerű előadás)              | Arthur Fagen Miskolci Szimfonikus Zenekar                                          |
| Bartók + Csajkovszkij 2004. június 15. | Miskolci Nemzeti Színház, Nagyszínház   | Gustáv Beláček, Denisa Hamarová Dráfi Mátyás      | Martin Bendik                       | Oberfrank Péter A Szlovák Nemzeti Színház Zenekara (?)                             |
| Bartók + Bel canto 2005. június 19.    | Miskolci Nemzeti Színház, Nagyszínház   | Polgár László, Wiedemann Bernadett Alföldi Róbert | Alföldi Róbert                      | Kollár Imre Debreceni Filharmonikus Zenekar                                        |
| Bartók + Verismo 2006. június 16.      | Miskolci Nemzeti Színház, Nagyszínház   | Palerdi András, Meláth Andrea                     | Michael Schulz                      | Kesselyák Gergely Miskolci Szimfonikus Zenekar                                     |
| Bartók + Verismo 2006. június 24.      | Aggteleki Cseppkőbarlang                | Bretz Gábor, Németh Judit                         | (szimfonikus animáció) M. Tóth Géza | Bartal László Miskolci Szimfonikus Zenekar (?)                                     |
| Bartók + Párizs 2007. június 15.       | Miskolci Nemzeti Színház, Nagyszínház   | Bretz Gábor, Mester Viktória Nagy-Búza Bence      | Kovalik Balázs                      | Oberfrank Péter Miskolci Szimfonikus Zenekar                                       |
| Bartók + Szlávok 2008. június 13.      | Miskolci Nemzeti Színház, Nagyszínház   | Palerdi András, Meláth Andrea                     | Michael Schulz, Dirk Schattner      | Oberfrank Péter Miskolci Szimfonikus Zenekar                                       |
| Bartók + Bécs 2009. június 14.         | Miskolci Nemzeti Színház, Nagyszínház   | Altorjay Tamás, Érsek Dóra                        | Juronics Tamás                      | Pál Tamás Szegedi Szimfonikus Zenekar                                              |
| Bartók + Európa 2010. június 10.       | Miskolci Nemzeti Színház, Nagyszínház   | Cser Krisztián, Rálik Szilvia                     | Kerényi Miklós Gábor (KERO)         | Nánási Henrik Miskolci Szimfonikus Zenekar                                         |
| Bartók + Verdi 2011. június 12.        | Miskolci Nemzeti Színház, Nagyszínház   | Cser Krisztián, Rálik Szilvia                     | Kerényi Miklós Gábor (KERO)         | Kovács László Miskolci Szimfonikus Zenekar                                         |
| Bartók + Puccini 2012. június 8.       | Miskolci Nemzeti Színház, Nagyszínház   | Alexandru Agache, Lukács Gyöngyi                  | Román Sándor                        | Hamar Zsolt Miskolci Szimfonikus Zenekar                                           |
| Bartók Plusz … 2013 2013. június 14.   | Miskolci Nemzeti Színház, Nagyszínház   | Kovács István, Vizin Viktória                     | Selmeczi György                     | Selmeczi György Kolozsvári Magyar Opera zenekara és a Miskolci Szimfonikus Zenekar |
| Bartók Plusz … 2015 2015. június 13.   | Miskolci Nemzeti Színház, Nagyszínház   | Szilágyi János Molnár Mária Dimény Áron           | Szinetár Miklós                     | Selmeczi György Miskolci Szimfonikus Zenekar                                       |
| Bartók Plusz … 2018 2018. június 8.    | Miskolci Nemzeti Színház, Nyári színház | Bakonyi Marcell Szántó Andrea                     | Michał Znaniecki                    | Cser Ádám Miskolci Szimfonikus Zenekar                                             |
| Bartók Plusz … 2019 2019. június 20.   | Miskolci Nemzeti Színház, Nyári színház | Palerdi András Rost Andrea                        | Hamar Zsolt                         | Hamar Zsolt Nemzeti Filharmonikus Zenekar                                          |